# Ash Shihr (huyện)
Huyện Ash Shihr là một huyện thuộc tỉnh Hadramawt, Yemen. Đến thời điểm năm 2003, huyện này có dân số 73482 người